# Neoporus psammodytes
Neoporus psammodytes is een keversoort uit de familie waterroofkevers (Dytiscidae). De wetenschappelijke naam van de soort is voor het eerst geldig gepubliceerd in 1978 door Young.